# Iwao Hakamata

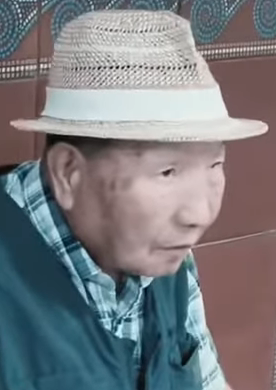
Iwao Hakamata (2022)

Iwao Hakamata (japanisch 袴田 巌 Hakamata Iwao; * 10. März 1936 in der Präfektur Shizuoka, Japan) ist ein ehemaliger japanischer Boxer, der am 8. August 1966 verhaftet und des mehrfachen Raubmordes, der Brandstiftung und des Diebstahls beschuldigt wurde. Er wurde am 11. September 1968 vom Landgericht Shizuoka zum Tode verurteilt. Am 27. März 2014 wurde Hakamata aus der Haft entlassen, da das Landgericht Shizuoka das Verfahren gegen ihn wiederaufgenommen und ein DNA-Test seine Unschuld bewiesen hatte. Bereits am 10. März 2011 war Hakamata als der am längsten in einer Todeszelle Einsitzende ins Guinness-Buch der Rekorde aufgenommen worden. Später hob ein Obergericht in Tokio das Urteil auf. In einem dann folgenden Revisionsverfahren verwies der Oberste Gerichtshof den Prozess zurück an das Bezirksgericht in Shizuoka. Dieses urteilte 2024, dass Hakamata unschuldig sei, und stellte in seinem Urteil weiterhin fest, dass es in dem Verfahren mehrere Beweismittelfälschungen gegeben habe.